# Turneul celor Patru Trambuline 2010-2011
Turneul celor Patru Trambuline 2010-11 a avut loc în cele patru locuri tradiționale: Oberstdorf, Garmisch-Partenkirchen, Innsbruck și Bischofshofen, situate în Germania și Austria, în perioada 28 decembrie 2010 și 06 ianuarie 2012.

## Rezultate

### Oberstdorf
HS 137 Schattenbergschanze, Germania
| Loc | Nume               | Naționalitate | 1a(m) | 2a (m) | Puncte | Puncte Total Turneu |
| --- | ------------------ | ------------- | ----- | ------ | ------ | ------------------- |
| 1   | Thomas Morgenstern | Austria       | 131.5 | 138.0  | 289.6  | 290 (1)             |
| 2   | Matti Hautamäki    | Finlanda      | 125.0 | 137.5  | 273.1  | 273 (2)             |
| 3   | Manuel Fettner     | Austria       | 130.0 | 131.5  | 264.0  | 264 (3)             |
| 4   | Simon Ammann       | Elveția       | 123.0 | 134.5  | 259.6  | 260 (4)             |
| 5   | Andreas Kofler     | Austria       | 128.5 | 126.0  | 259.0  | 259 (5)             |

### Garmisch-Partenkirchen
HS 140 Große Olympiaschanze, Germania
Din cauza vântului foarte puternic nu s-a mai ținut și a doua rundă de sărituri.
| Loc | Nume            | Naționalitate | 1a(m) | 2a (m) | Puncte | Puncte Total Turneu |
| --- | --------------- | ------------- | ----- | ------ | ------ | ------------------- |
| 1   | Simon Ammann    | Elveția       | 131.0 |        | 142.1  | 461 (3)             |
| 2   | Pavel Karelin   | Rusia         | 132.5 |        | 138.3  | 244 (31)            |
| 3   | Adam Małysz     | Polonia       | 132.0 |        | 138.0  | 381 (4)             |
| 4   | Anders Jacobsen | Norvegia      | 127.5 |        | 134.7  | 358 (12)            |
| 5   | Janne Ahonen    | Finlanda      | 134.0 |        | 133.2  | 335 (26)            |

### Innsbruck
HS 130 Bergiselschanze, Austria
| Loc | Nume               | Naționalitate | 1a(m) | 2a (m) | Puncte | Puncte Total Turneu |
| --- | ------------------ | ------------- | ----- | ------ | ------ | ------------------- |
| 1   | Thomas Morgenstern | Austria       | 129.5 | 126.5  | 266.5  | 682 (1)             |
| 2   | Adam Małysz        | Polonia       | 128.0 | 123.0  | 257.5  | 639 (3)             |
| 3   | Tom Hilde          | Norvegia      | 127.5 | 122.0  | 255.2  | 616 (6)             |
| 4   | Simon Ammann       | Elveția       | 128.0 | 122.0  | 252.7  | 654 (2)             |
| 5   | Matti Hautamäki    | Finlanda      | 125.0 | 123.5  | 249.7  | 638 (4)             |

### Bischofshofen
HS 140 Paul-Ausserleitner-Schanze, Austria

 6 ianuarie 2014
| Loc | Nume               | Naționalitate | 1a(m) | 2a (m) | Puncte | Puncte Total Turneu |
| --- | ------------------ | ------------- | ----- | ------ | ------ | ------------------- |
| 1   | Tom Hilde          | Norvegia      | 138.0 | 132.0  | 278.7  | 895 (3)             |
| 2   | Thomas Morgenstern | Austria       | 136.0 | 135.0  | 277.1  | 959 (1)             |
| 3   | Andreas Kofler     | Austria       | 131.5 | 139.5  | 275.3  | 841 (8)             |
| 4   | Simon Ammann       | Elveția       | 133.0 | 140.0  | 274.0  | 928 (2)             |
| 5   | Martin Koch        | Austria       | 131.5 | 140.5  | 264.5  | 881 (5)             |

### Clasament General
Clasamentul final al celor patru concursuri. 
Thomas Morgenstern a fost câștigătorul Turneului.
| Loc | Nume               | Naționalitate | Oberstdorf (final) | Garmisch-Partenkirchen (final) | Innsbruck (final) | Bischofshofen (final) | Puncte Total Turneu |
| --- | ------------------ | ------------- | ------------------ | ------------------------------ | ----------------- | --------------------- | ------------------- |
| 1   | Thomas Morgenstern | Austria       | 289.6 (1)          | 125.6 (14)                     | 266.5 (1)         | 277.1 (2)             | 958.8               |
| 2   | Simon Ammann       | Elveția       | 259.6 (4)          | 142.1 (1)                      | 252.7 (4)         | 274.0 (4)             | 928.4               |
| 3   | Tom Hilde          | Norvegia      | 246.6 (10)         | 114.5 (36)                     | 248.0 (6)         | 278.7 (1)             | 895.0               |
| 4   | Manuel Fettner     | Austria       | 264.0 (3)          | 111.1 (29)                     | 247.0 (6)         | 259.3 (6)             | 882.4               |
| 5   | Martin Koch        | Austria       | 254.1 (7)          | 126.1 (10)                     | 235.9 (13)        | 264.5 (5)             | 880.6               |
| 6   | Adam Małysz        | Polonia       | 243.3 (11)         | 138.0 (3)                      | 257.5 (2)         | 236.4 (10)            | 875.2               |
| 7   | Matti Hautamäki    | Finlanda      | 273.1 (2)          | 115.6 (34)                     | 249.7 (5)         | 223.4 (22)            | 861.8               |
| 8   | Andreas Kofler     | Austria       | 259.0 (5)          | 62.6 (50)                      | 243.6 (7)         | 275.3 (3)             | 840.5               |

## Legături externe
- de Site web oficial

1. ↑  Bischofshofen results